# Neodendrokara crescentiformis
Neodendrokara crescentiformis är en insektsart som beskrevs av Frederick Arthur Godfrey Muir 1917. Neodendrokara crescentiformis ingår i släktet Neodendrokara och familjen Derbidae. Inga underarter finns listade i Catalogue of Life.